# Бадоевы
Бадо́евы (осет. Бæдоатæ) — осетинская фамилия.

## Происхождение
По преданию в селении Кани Даргавского ущелья жили два брата: Бадо и Сидак. Жизненные условия в горах были трудными — приходилось трудиться с утра и до ночи. Один из братьев — Бадо — едва не погиб, перевозя сено, после чего решил уехать из Кани. Сначала перебрался в с. Балта, а затем в Тулатово. Сидак остался жить в родных местах, где дал начало новой фамилии от своего имени — Сидаковы. После Октябрьской революции представители фамилии Сидаковых переехали в с. Новая Саниба.
В настоящее время Бадоевы проживают в городах Беслан, Владикавказ и Москва.

## Генеалогия
Родственной фамилией (осет. æрвадæлтæ) для Бадоевых являются Сидаковы.
Генетическая генеалогия
382059 — Badoev — G2a1a1a1b1 (DYS505=9, YCAII=19,21, DYS438=9, DYS391=9, not tested for DYS455)

## Известные носители
- Бадоев, Алан Казбекович (род. 1981) — украинский режиссёр, клипмейкер и продюсер.
- Бадоева, Жанна Осиповна (род. 1976) — украинская телеведущая и режиссёр, продюсер, педагог, дизайнер.
- Бадоев, Казбек Исаевич (1901—1979) — осетинский и советский писатель.
- Бадоев, Сослан Хазбиевич (р. 1988) — руководитель региональной службы по тарифам РСО-А.
- Бадоев, Хетаг Хазбиевич (род. 2000) — российский футболист.